# Stazione di Santa Maria Capua Vetere
La stazione di Santa Maria Capua Vetere è una stazione ferroviaria a servizio della città di Santa Maria Capua Vetere: la stazione è ubicata sulla linea FS Roma-Napoli via Cassino ed è capolinea della linea, gestita da EAV, per Piedimonte Matese, denominata Alifana alta.

## Storia
La stazione è stata inaugurata il 26 maggio 1844, insieme alla tratta da Caserta a Capua della futura ferrovia per Roma. Quando venne costruita la ferrovia Alifana, a scartamento ridotto, un binario dello scalo merci di questa ferrovia raggiungeva lo scalo merci della stazione FS per agevolare lo scambio di merci fra le due amministrazioni. Nelle vicinanze, collegata da un percorso pedonale ora dismesso, sorgeva la stazione di Sant'Andrea dei Lagni a servizio della ferrovia Alifana.
Con la fine della Seconda guerra mondiale, la tratta alta dell'Alifana venne ricostruita a scartamento ordinario e i binari vennero innestati alla linea RFI Roma-Napoli, mentre la tratta bassa verso Napoli, divenuta ormai inadeguata per soddisfare la crescente domanda di trasporto, venne chiusa e smantellata nel 1976 in attesa di un suo ripristino come futura linea metropolitana.
Nel 2022 sono iniziati dei lavori di rinnovamento della stazione.

### Progetti
La ricostruzione in linea metropolitana dell'Alifana bassa si è concretizzata a partire dal 2005 con la linea Napoli-Giugliano-Aversa, la quale, nei suoi piani originari, avrebbe dovuto raggiungere proprio la stazione di Santa Maria Capua Vetere per garantire una soluzione di promiscuità con la parte alta. Nonostante la costruzione avviata di un nuovo tracciato e di un nuovo fabbricato viaggiatori accostato a quello principale, il progetto è stato sospeso nel 2010 a causa della mancanza di fondi e negli anni seguenti si è sviluppata come alternativa al prolungamento della linea metropolitana la realizzazione di una linea tranviaria per collegare Aversa e Capua. Il progetto attende il finanziamento e i fondi ed è oggetto di discussione nel consiglio regionale campano.

## Strutture e impianti
La stazione di Santa Maria Capua Vetere, che RFI classifica nella categoria silver, presenta un fabbricato viaggiatori che ospita la biglietteria e la sala d'attesa, oltre alla dirigenza del movimento, in quanto la stazione è presenziata: in passato vi era anche il presenziamento dell'Alifana, spostato poi a Piedimonte.
All'interno sono presenti tre binari passanti per il servizio passeggeri, serviti da tre banchine. È presente anche uno scalo merci con un fabbricato, servito da diversi binari sia passanti che tronchi: attualmente il servizio merci è sporadico ed i binari sono utilizzati per il ricovero dei carri per la manutenzione.

## Movimento
La stazione è servita da treni regionali svolti da Trenitalia ed Ente Autonomo Volturno nell'ambito del contratto di servizio stipulato con la Regione Campania.
Nel 2007, il traffico giornaliero medio era di 584 unità.

## Servizi
La stazione dispone di:
- Sala d'attesa
- Biglietteria automatica
- Servizi igienici

## Interscambi
- Fermata autobus